# ألكسيس بينيا
ألكسيس بينيا (بالإسبانية: Alexis Peña)‏ هو لاعب كرة قدم فنزويلي، ولد في 1 يوليو 1956.

## وصلات خارجية
- ألكسيس بينيا على موقع أوليمبيديا (الإنجليزية)